# Nacerdes apicipennis
Nacerdes apicipennis es una especie de coleóptero de la familia Oedemeridae.

## Distribución geográfica
Habita en Taiwán.